# Hans-Peter Alt
Hans-Peter Alt (* 7. März 1953) ist ein ehemaliger deutscher Fußballspieler.

## Karriere
Alt gehörte zur Saison 1981/82 dem Kader des Zweitligisten TSV 1860 München an, für den er am 12. April 1982 (31. Spieltag) bei der 1:2-Niederlage im Auswärtsspiel gegen den SC Fortuna Köln debütierte. In der Folgesaison – sportlich Viertplatzierter – musste er mit der Mannschaft dennoch in die drittklassige Bayernliga zwangsabsteigen – infolge des Lizenzentzugs für diese Spielklasse. In dieser trug er mit 24 Punktspielen und zehn erzielten Toren zum sechsten Tabellenplatz bei. Ferner bestritt er vier Spiele im DFB-Pokal 1982/83, bevor er mit der Mannschaft im Achtelfinale mit 1:3 gegen den VfL Bochum aus dem Wettbewerb ausschied.
Zur Saison 1984/85 wechselte er zum Ligarivalen, der Amateurmannschaft des FC Bayern München.
Für diese kam er am 2. September 1984 bei der 3:5-Niederlage im Heimspiel gegen die SG Wattenscheid 09 nicht nur in der 1. Hauptrunde im DFB-Pokal zum Einsatz, sondern erzielte mit dem Treffer zum 2:2 in der 22. Minute auch sein erstes Tor in diesem Wettbewerb. Für die Amateurmannschaft absolvierte er drei Spielzeiten und erreichte mit ihnen in seiner letzten Saison mit dem zweiten Platz, nicht nur die beste Platzierung, sondern qualifizierte sich mit der Mannschaft für die Teilnahme an der Amateurmeisterschaft. Nachdem Preußen Münster in der 1. Runde und der Offenburger FV im Halbfinale nach Hin- und Rückrunde bezwungen werden konnten, erreichte er mit der Mannschaft das Finale. Dieses ging jedoch am 21. Juni 1987 im Duisburger Wedaustadion mit 1:4 gegen den MSV Duisburg verloren.
Alt arbeitete nach seiner Fußballkarriere als Gymnasiallehrer für die Fächer Wirtschaft/Recht und Sport am Carl-Orff-Gymnasium Unterschleißheim.